# Niconiades reducta
Niconiades reducta is een vlinder uit de familie van de dikkopjes (Hesperiidae). De wetenschappelijke naam van de soort is voor het eerst geldig gepubliceerd in 1930 door Bell. Deze naam wordt wel beschouwd als een synoniem van Penicula advena subsp. advena.